# تپه انوج
تپه انوج مربوط به هزاره ۶ و ۵ قبل از میلاد است و در شهرستان ملایر، بخش سامن، روستای افوج واقع شده و این اثر در تاریخ ۲۴ اسفند ۱۳۵۳ با شمارهٔ ثبت ۱۰۳۹ به‌عنوان یکی از آثار ملی ایران به ثبت رسیده است.